# Contea di Baker (Florida)
La contea di Baker, in inglese Baker County, è una contea dello Stato della Florida, negli Stati Uniti. Il suo capoluogo amministrativo è Macclenny. La contea è inclusa nell'Area Statistica Metropolitana di Jacksonville.

## Geografia fisica
La contea di Baker si trova nella parte centro-settentrionale dello Stato, al confine con la Georgia.
Il territorio è pianeggiante. Circa 220.000 acri sono occupati dalla Foresta nazionale di Osceola.

### Contee confinanti
- Contea di Charlton (Georgia) - nord
- Contea di Ware (Georgia) - nord
- Contea di Nassau (Georgia) - nord-est
- Contea di Duval - est
- Contea di Clay - sud-est
- Contea di Union - sud
- Contea di Bradford - sud
- Contea di Columbia - ovest
- Contea di Clinch (Georgia) - nord-ovest

## Storia
La contea di Baker fu creata nel 1861 e fu chiamata così per il nome del giudice e senatore confederato James McNair Baker.

## Comuni[5]
- Glen St. Mary - town
- Macclenny (capoluogo) - city

## Politica
| Anno | Repubblicani | Democratici | Altri |
| ---- | ------------ | ----------- | ----- |
| 1988 | 71,5%        | 28,3%       | 0,2%  |
| 1992 | 50,6%        | 29,2%       | 20,2% |
| 1996 | 55,5%        | 34,2%       | 10,2% |
| 2000 | 68,8%        | 29,3%       | 1,8%  |
| 2004 | 77,7%        | 21,9%       | 0,4%  |